# Sepsisoma minimum
Sepsisoma minimum är en tvåvingeart som beskrevs av Steyskal 1961. Sepsisoma minimum ingår i släktet Sepsisoma och familjen Richardiidae.
Artens utbredningsområde är Kansas. Inga underarter finns listade i Catalogue of Life.